# Non-interventionnisme
Pour la position politique de la France et du Royaume-Uni, voir Non-intervention (guerre d'Espagne). Pour la disposition de droit international, voir Principe de non-intervention.
Le non-interventionnisme (ou non-ingérence) est la promotion d'un principe de non-intervention, par laquelle un État ne participe pas aux affaires militaires intérieures ou extérieures d'un autre État.

## Histoire
Le concept de « non-intervention » est forgé en 1830 par Talleyrand dans le cadre des pourparlers sur l'indépendance de la Belgique (à la suite de la révolution belge).
Alors qu'on lui en demande plus tard le sens, Talleyrand répond : « C'est un mot métaphysique et politique qui signifie à peu près la même chose qu'intervention. ».
De fait, la doctrine est alors appliquée au point que la France et l'Angleterre interviennent auprès des Pays-Bas pour les empêcher de réprimer (violant ainsi ce principe) le soulèvement des Belges.
Par la suite, le concept est appliqué à de multiples reprises :
- la doctrine Monroe, posée unilatéralement par les américains, affirme le principe de non-intervention respective des européens et américains sur leurs continents respectifs.
- durant la guerre civile espagnole, la France et le Royaume-Uni refusent d'intervenir, ce qui mène à la signature d'un pacte européen dans ce sens (contrôlé par le comité international pour la non-intervention), mais ce traité est violé par l'ensemble des pays (aide allemande et italienne aux nationalistes, or de Moscou, Brigades internationales, etc.).
- les États-Unis et l'URSS font pression auprès d'Israël, de la France et du Royaume-Uni pour stopper leur intervention militaire durant la crise du canal de Suez.

## Non ingérence chinoise
La Chine découvre les relations internationales au XIXe siècle, au contraire des pays européens ou américains. En 2007, la Chine est considérée comme un pays émergent.
La position de non ingérence chinoise est héritée de son histoire: une première « ingérence » anglaise survient en Chine lors de la guerre de l'opium, qui impose le libre-échange commercial. D'autres ingérences surviennent pendant les 150 années suivantes, jusqu'à un "ingérence" japonaise consistant à entrer sur le sol chinois pour « chasser les Occidentaux » et « libérer la Chine ». La Chine en étant alliée d'alliés victorieux, compte parmi les cinq fondateurs des Nations unies et membres permanents du Conseil du sécurité. Depuis lors la Chine et sous des tentatives d'influences (« ingérences ») pouvant venir soit l'Union soviétique, soit des États-Unis ou d'autres pays occidentaux, de diverses natures, tels que solidarité entre « pays camarades communistes » ou « état des droits de l'homme et de la démocratie » mais aussi Tibet, Taïwan. La Chine considère l'ingérence dans les affaires de Taïwan par un pays tiers (à la Chine et à Taïwan) comme une ingérence non acceptable.
Cette histoire chinoise conduit la Chaine à être sceptique sur la notion du droit d'ingérence, sauf cas spécifiques « non politisés »  comme la protection environnementale.